# Lucas Horenbout
Lucas Horenbout, muitas vezes chamado de Hornebolte na Inglaterra, (Ghent c. 1490 a 1495 - Londres - 1544) foi um artista flamengo que se mudou para a Inglaterra no meio da década de 1520 e lá trabalhou como pintor do rei e ministurista da corte de Henrique VIII de 1525 até sua morte. Aprendeu sua arte na última fase da pintura de iluminuras em Flandres, quando seu pai, Gerard, era uma importante figura. Foi o pintor fundador de uma longa e importante tradição inglesa de retratos em miniatura. Acredita-se ser ele o Mestre da Cast Shadow Workshop, que criou retratos reais em painéis de 1520 a 1530.
Horenbout aprendeu em Ghent com seu pai, Gerard Horenbout, tornando-se mestre da Guilda de São Lucas local em 1512.  Gerard tinha trabalhado como pintor da corte, de 1515 a 1522, para Margarida de Áustria, Regente da Holanda. Margaret foi duas vezes cunhada de Catarina de Aragão. Gerard é às vezes identificado como o Mestre de James IV da Escócia.
Sugere-se que sua mudança para a Inglaterra tinha conexão com a tentativa, pelo Rei ou pelo Cardeal Thomas Wolsey, de reavivar a elaboração de iluminuras ao se estabelecer uma oficina em Londres. Em 1534, tornou-se cidadão inglês. Tinha uma casa em Charing Cross e alguns ajudantes.
É considerado o fundador da escola inglesa de pintura de retratos em miniatura, que começou quando de sua chegada à Inglaterra. Acredita-se que três pequenas miniaturas, possivelmente de Jean Clouet, enviadas da corte francesa para a inglesa, podem ter inspirado a nova arte. Horenbout  mais tarde ensinou a nova arte para Hans Holbein o Jovem, também artista da corte de Henrique, pelo menos de acordo com Karel van Mander. O auto-retrato que fez de Hans Holbein está hoje na Coleção Wallace.